# Società Educazione Fisica Torres 1903
SEF Torres 1903  é uma equipe de futebol italiana com sede na cidade de Sassari e é a equipe mais antiga da Sardegna (foi fundada em 1903). A máxima categoria foi a Serie C.
Refundado em 2017, o clube é a continuação da Società per l'Educazione Fisica Torres, nascida em 1903 e reconstituída três vezes ao longo da sua história. Juntamente com o Ilvamaddalena, é o clube de futebol mais antigo da Sardenha. A divisão mais alta da qual participou foi a terceira divisão. Disputou trinta temporadas, fazendo de Sassari a cidade mais populosa da Itália que nunca teve um time na Série B. Seu melhor resultado na terceira divisão é o terceiro lugar, embora tenha vencido a Série C2 duas vezes, em 1986-1987 e 1999-2000. As cores do clube são vermelho e azul. Ele joga suas partidas em casa no Stadio Vanni Sanna.

## História
Torres foi fundada em 19 de abril de 1903 como Società per l'Educazione Fisica Torres (Sociedade de Educação Física de Torres) e inicia a sua atividade desportiva a 1 de julho. Em 20 de setembro de 1903, os jogadores de Torres fizeram sua estreia pública com um recital de ginástica realizado no Teatro Verdi em Sassari. O clube cedo se destacou como um dos mais activos a nível regional em diversas disciplinas, alcançando resultados notáveis mesmo a nível nacional. O primeiro jogo fora de casa disputado por Torres remonta a 19 de abril de 1908, quando o rossoblù enfrentou em Ajaccio a seleção local, jogo disputado na Piazza Diamante. Quanto ao futebol, após oito anos de actividade amadora, foi fundada uma secção especial em 1911. Torres venceu a primeira edição do campeonato de futebol da Sardenha no mesmo ano. Além de Torres, participaram do campeonato outras duas equipes de Sassari, Iosto e Club Sportivo, e uma de Cagliari, Amsicora. Em La Maddalena, no verão de 1912, Torres venceu a Coppa Città della Maddalena, derrotando primeiro o Ilva por 7–0 e, na final, a Marina por 3–1. O período entre guerras foi uma fase de pouca atividade desportiva, que foi retomada com mais continuidade na década de 1920.

### Décadas de 1920 e 1930: primeiros derbies locais e a primeira promoção
Em 8 de setembro de 1920, os dois principais clubes da Sardenha jogaram em Cagliari, no Stallaggio Meloni. Surpreendentemente, o Cagliari venceu por 5–2. Em 27 de maio de 1922, na presença do Príncipe Umberto di Savoia, foi inaugurado o Stadio Acquedotto, ainda estádio de Torres. No dia 4 de novembro de 1924, foi disputado pela primeira vez outro clássico histórico, aquele entre Torres e o então Terranovese para comemorar o 21º aniversário de Torres. Os Sassaresi venceram por 2 a 1. O jogo entre Olbia e Torres, conhecido como Derby del Nord Sardegna, é o clássico mais disputado da ilha, com mais de 100 partidas. É uma rivalidade feroz entre os dois fãs. Após os primeiros anos de atividade amistosa, eles entraram na Terza Divisione em 1927-1928, terminando como vice-campeões atrás do Cagliari e à frente de Monteponi Iglesias e Avanguardia Giovanile Fascista de Cagliari. Na temporada 1930-1931, participou num campeonato regional (com a Direcção Regional do Lácio porque a da Sardenha não conseguiu organizá-lo), resultando na promoção à Prima Divisione (a terceira divisão na altura). No campeonato 1931-1932, o Sassaresi, liderado pelo húngaro Ferenc Plemich, esteve perto da promoção à Série B.
A temporada seguinte foi menos positiva, terminando em penúltimo lugar e rebaixado, mas ainda sendo readmitido à terceira divisão. Em 1934-35 terminou no meio da tabela, mas renunciou a disputar o campeonato seguinte e disputou amistosos até 1939. Em 1939-40 terminou em quinto lugar na Primeira Divisão da Sardenha, que correspondia ao quarto nível nacional.

### Período pós-segunda guerra mundial
Na primeira parte da década de 1940, Torres jogou na Primeira Divisão da Sardenha sem grandes resultados; a melhor posição foi o terceiro lugar em 1942–43. Devido à guerra, os campeonatos foram suspensos no ano seguinte até 1944–45. Em 1946-47, apesar de terminar em quarto lugar, o clube foi admitido na Série C. Um amistoso contra a Juventus foi disputado para comemorar este evento em 5 de junho de 1947, no Stadio Acquedotto, com a Juventus vencendo por 3-1. Na temporada seguinte, porém, o time foi rebaixado para a Primeira Divisão, quase perdendo a promoção em 1949-50. Eles venceram o grupo A, mas terminaram apenas em terceiro na rodada final.
Em 1950-51, Torres venceu a Primeira Divisão da Sardenha e entrou na recém-formada quarta divisão. Permaneceu até 1958-59, quando conquistou o campeonato e foi promovido à Série C. Na terceira divisão nacional, disputa campeonatos intermediários, mas foi premiado com o CONI Stella d'oro al merito sportivo (Estrela de Ouro por mérito esportivo). Foi rebaixado novamente em 1970-71 para a Série D, mas retornou à terceira divisão em 1971-72. Foi rebaixado novamente em 1974-75. Em 1980-81 conquistou mais um campeonato da Série D, sendo promovido à recém-formada Série C2, correspondente ao quarto nível. Em 1982 mudou o seu nome para Torres Calcio s.r.l. Arrastado pela experiência de Mario Piga, de volta aos vermelhos e azuis depois de uma carreira brilhante ao mais alto nível, e da estrela em ascensão Gianfranco Zola, em 1986-87, o clube, treinado por Lamberto Leonardi, venceu o campeonato e foi promovido à Série C1. Esta foi a formação padrão: Pinna, Tamponi, Poggi, Petrella, Cariola, Del Favero, Tolu, Zola, Galli, Piga, Ennis. No final da temporada seguinte, terminou à frente do rival Cagliari. Ao mesmo tempo, na temporada 1988-1989, Torres alcançou o quarto lugar a apenas um passo da Série B, atrás dos rivais Cagliari (vencedor do torneio), Foggia e Palermo. 

### A primeira falência e o renascimento
Em 1990-1991, após o rebaixamento em campo para a Série C2, veio a exclusão por inadimplência financeira. Na temporada 1991-1992, o clube entrou no campeonato inter-regional. Sob a presidência de Corrado Sanna, Torres terminou em 5º e venceu a Coppa Italia Dilettanti (fase inter-regional). No verão de 1992, o clube foi fundado novamente, mantendo o título desportivo e a categoria inter-regional, mas mudando o nome para Polisportiva Sassari Torres. Em 1992-1993, Torres, assumido pelo empresário da construção Gianni Marrosu e treinado por Giuseppe 'Eppe' Zolo, conseguiu imediatamente um retorno às fileiras profissionais, graças a uma vitória por 2 a 1 (gols de Antonio Podda e Renato Greco) no play-off contra o L'Aquila, disputado no Stadio Flaminio, em Roma, diante de mais de três mil torcedores do Torresini. Depois de muitos campeonatos da Série C2 e algumas tentativas frustradas de trocas societárias, na temporada 1999-2000, Torres foi comprada por um grupo de empresários de Sassari, que confiou a presidência a Leonardo Marras. A equipa, novamente liderada por Leonardi, recuperou a promoção à Série C1, graças também aos golos do antigo avançado grego do Panionios, Theofilos Karasavvidīs, que marcou 19 golos em 32 jogos. Na temporada 2000-2001 da Série C1, Torres fez um bom campeonato como recém-promovido, ficando em 7º lugar. Entre os resultados mais importantes é preciso lembrar as vitórias em casa por 3 a 0 contra Catania e Palermo e por 2 a 0 contra Messina.

### Exclusões em 2006 e 2008
Inicialmente excluído do campeonato 2005-2006, o clube foi inscrito graças a uma ordem do juiz administrativo e, liderado por Antonello Cuccureddu, conseguiu chegar aos playoffs para promoção à Série B. Em 16 de maio de 2006, Torres esteve involuntariamente envolvido na investigação de Calciopoli quando foram publicadas interceptações telefônicas entre o então Ministro do Interior, Beppe Pisanu, e o técnico da Juventus, Luciano Moggi. O time sofreu a reação, sendo derrotado nas semifinais em jogo duplo por Grosseto, perdendo os dois jogos por 1 a 0. 

A derrota foi seguida de exclusão do campeonato devido ao grave colapso financeiro do clube por causa de dívidas acumuladas na gestão do presidente Rinaldo Carta. No campeonato 2006-2007, com o novo nome de Sassari Torres 1903 e sob a presidência do empresário sassari Antonio Mascia, o clube obteve o ingresso na Série C2 in extremis, graças ao Lodo Petrucci. A equipe, formada em apenas algumas semanas durante o verão, enfrentou dificuldades devido à má preparação da pré-temporada e à inexperiência do clube. O torneio ficou aquém das expectativas, alternando boas jogadas e vitórias com resultados desanimadores. Aliás, em abril, o técnico Maurizio Costantini foi exonerado. Porém, o time conquistou a salvação e evitou os play-outs. Na temporada 2007-2008, ainda no grupo A da Série C2, sob a orientação de Luciano Foschi, Torres disputou um jogo de ida que terminou na liderança da tabela de classificação e com sequência recorde de nove vitórias consecutivas em casa. Porém, uma crise de resultados e uma penalidade de oito pontos por irregularidades administrativas durante a gestão fracassada de Mascia mergulharam o time na zona de play-out, mas o time evitou o rebaixamento.
No verão de 2008, os órgãos de controle federal ordenaram novamente a exclusão do clube da Série C2 por motivos financeiros. O recurso para o Tribunal Administrativo Regional do Lácio contra esta decisão foi rejeitado, assim como o pedido ao Conselho de Estado em 27 de agosto. Torres foi condenado à exclusão dos campeonatos profissionais e assim recomeçou do campeonato da Sardenha Promozione com um novo clube presidido por Leonardo Marras, ex-presidente em 1999 e patrono do Torres Femminile. O ex-bombardeiro rubro-azul Roberto Ennas foi escolhido como técnico. Amarcord dos anos oitenta, também em nome do clube: Torres Calcio. Depois de vencer a Promozione da Sardenha 2008-2009 (segunda divisão), sob a direção de Roberto Ennas, Torres foi promovido a Eccellenza.
No dia 27 de setembro de 2010, o clube exonerou o treinador pelos maus resultados no início da temporada. Nomeou um novo treinador, Angelino Fiori. No dia 17 de janeiro de 2011, o clube demitiu Fiori; Ennas voltou ao banco do time no dia seguinte. Em 27 de fevereiro de 2011, após a derrota por 3 a 1 sofrida em Tortolì, Ennas renunciou ao cargo. O clube foi então atribuído a Guglielmo Bacci, que terminou como vice-campeão na classificação e participou dos playoffs como cabeça-de-chave. Depois de vencer a fase regional, entrou na fase de playoffs nacionais. Na semifinal da fase nacional dos playoffs de promoção à Série D, Torres enfrentou o clube da Úmbria de Trestina, do qual foi eliminado. A temporada seguinte foi triunfante, conquistando todos os títulos com números recordes (28 vitórias em 34 partidas disputadas, 12 vitórias consecutivas, 28 resultados consecutivos sem perder, 17 vitórias em 17 jogos disputados em casa). Em 25 de janeiro de 2012 veio o primeiro troféu, a Copa da Sardenha, com uma vitória por 2 a 1 sobre Taloro Gavoi, atual campeão do troféu de 2011. Em 18 de março de 2012, derrotando o Calangianus por 1 a 0, os Torres retornaram à Série D matematicamente com quatro dias de antecedência. Finalmente, em 20 de maio de 2012, o rossoblù fechou a temporada vencendo a Supertaça da Sardenha, impondo 2–1 ao Fonni. 

Durante o verão seguinte, o clube foi em grande parte renovado com bons elementos de diferentes clubes da ilha. Para surpresa geral, esteve no topo da classificação do campeonato da Série D durante quase toda a temporada. O artilheiro da equipe é Giuseppe Meloni, atacante do Nuoro com experiência na Lega Pro, que marca um total de 21 gols. Em 28 de abril de 2013, empatando em 4–4 com Hyria Nola e Casertana perdendo para o Torre Neapolis, ele retornou à Segunda Divisão. Em junho, o presidente Lorenzoni denunciou que a inscrição na Lega Pro Seconda Divisione estava em risco, devido a dificuldades na obtenção da garantia bancária necessária, e posteriormente renunciou. Uma comissão de torcedores anunciou a Operação Angariação de Fundos que teve como fiador o advogado Umberto Carboni, de Sassari, responsável pela arrecadação e guarda do dinheiro recebido. A operação foi um sucesso e foram arrecadados cerca de 110 mil euros numa semana. No dia 27 de junho, as ações da Torres passaram oficialmente para as mãos do empresário da Lazio, Domenico Capitani. Ele se tornou o novo dono do clube Sassari. A ele se junta o novo sócio da Sardenha, Antonio Filippo Salaris. A Lega Pro Seconda Divisione 2013-14 começou desastrosamente. Por isso, e também pelo protesto da torcida, o clube exonerou o técnico Salvo Fulvio D'Adderio. Marco Cari, da Lazio, o substituiu. A equipe foi totalmente renovada durante o mercado de inverno e ficou em 12º lugar, o que ainda garantiu a participação nos play-outs. Na partida dupla contra o Forlì, eles venceram por 1 a 0 na primeira mão, mas perderam por 3 a 0 na partida de volta na Romagna. No dia 25 de maio de 2014 o Torres foi rebaixado para a Série D, porém, no dia 1 de agosto de 2014, o clube foi readmitido na nova Lega Pro. 

Na temporada 2014-2015, o clube incorporou o A.S.D. Torres (seleção feminina da cidade), um dos mais importantes clubes femininos italianos com 7 Scudetti, 8 Coppe Italia e 7 Supercopas da Itália em seu palmarès, antes de ser excluído do campeonato por inadimplência financeira, e renascer na temporada seguinte com uma entidade separada da seleção masculina. Na Lega Pro Torres evitou o rebaixamento em campo faltando duas jornadas para o final do campeonato. Ainda assim, em 29 de agosto de 2015, o Corte d'Appello Federale da FIGC relegou-o para a Série D por infrações desportivas.
Na Série D 2015-16 o Torres chegou aos play-offs. Nas semifinais empata em 1–1 na prorrogação com Rieti. Entra na final pela melhor colocação na classificação ao final do campeonato (3º). Em 29 de maio de 2016, eles perderam em casa por 0-1 contra o Olbia na final do play-off para a repescagem para a Lega Pro. Na temporada 2016–2017, a situação financeira era problemática. Porém, a entrada de Salvatore Sechi no clube, com o novo diretor esportivo Vittorio Tossi, renovou completamente o time para tentar salvar a categoria. Mesmo assim, apesar de todos os esforços, o Sassaresi foi rebaixado para a primeira divisão regional. Devido a enormes problemas financeiros, o clube foi liquidado e faliu. O clube não entrou na Sardenha. 

### A quarta refundação e a ascensão à Série C
O novo presidente Salvatore Sechi tentou relançar o legado desportivo Sassari assumindo as rédeas do Tergu Plubium, uma equipa de excelência nascida da fusão das cidades de Tergu e Ploaghe. Na apresentação do novo clube foi revelado o novo logótipo, idêntico ao anterior mas com a inscrição Torres Calcio. Ainda assim, a regulamentação federal proibiu a transferência do título da modalidade devido à fusão anterior entre as duas equipes da província de Sassari e aos delitos esportivos do antigo S.E.F. Torres. O legado de S.E.F. é, portanto, continuado por Sechi com o antigo Tergu Plubium, embora esse clube não possua o título desportivo do clube antecessor Torres. No dia 2 de agosto de 2017 veio a confirmação da mudança de nome da A.S.D. FC Tergu Plubium para A.S.D. Torres, com a consequente deslocalização do campo de jogos em casa para o Stadio Vanni Sanna, com consequente dispensa da FIGC por não estar localizado no território do município de Tergu. Consequentemente, as cores sociais do clube também mudaram de branco-azul para Torresino vermelho-azul. O novo clube terminou em terceiro, seguido da vitória nos playoffs regionais com consequente ingresso nas disputas nacionais de promoção à Série D, que são vencidas, garantindo a promoção do time. A gestão Sechi dá estabilidade, mas oscila nos resultados: na primeira temporada, o time evitou o rebaixamento apenas no play-out do clássico com o Castiadas, enquanto no ano seguinte, após um bom campeonato, interrompido apenas pela pandemia de COVID-19, terminou em terceiro. Em 2020–2021, a equipe começou entre as favoritas. Mesmo assim, as atuações são medíocres, e a equipe só consegue salvar a categoria na melhor das hipóteses. 

O ponto de viragem ocorreu no verão de 2021, quando a empresa da Sardenha Abinsula Srl comprou o clube. O novo presidente passou a ser o ex-bandeira da década de 1990, Stefano Udassi,[46] que imediatamente montou um time para retornar à Série C. As expectativas se confirmam, e apenas Giugliano nega a conquista da promoção direta. Mesmo na Coppa Itália Dilettanti o percurso foi excelente. A vitória desapareceu apenas na derrota final em Genzano di Roma contra o Follonica Gavorrano. O terceiro lugar no campeonato garante a participação no play-off da lista de repescagem. Depois da semifinal com Arzachena, os rubro-negros, no dia 8 de junho de 2022, venceram os Afragoleses em casa na final, garantindo assim a segunda vaga do potencial admitido na terceira série. Nesta perspectiva, tiveram impacto as operações societárias extra-futebol ocorridas em julho, como a reforma de partes do Stadio Vanni Sanna e a transformação da Associazione Sportiva Dilettantistica em sociedade por quotas, passando assim a sua denominação para Torres Srl. No dia 3 de agosto de 2022, após a exclusão de Campobasso e Teramo por inadimplência financeira da Série C, os Sassaresi obtiveram a repescagem oficial para a Série C, retornando assim ao ranking profissional após oito temporadas de ausência. 

## Aficionados
Torres possui 3 grupos aficionados  organizado ativos: La Nuova Guardia nascido em 1989 , Old Fans e Zero Testa ambos nascidos em 2023.

## Amizades e Rivalidades
As principais rivalidades dos torcedores de Torres e com o Cagliari Calcio com quem joga o derby da Sardenha e com o Olbia Calcio 1905 o derby do norte da Sardenha